# Can Pujades (Alella)
Can Pujades és una obra d'Alella (Maresme) protegida com a Bé Cultural d'Interès Local.

## Descripció
Edifici civil. Masia tipus basilical, amb un cos central més elevat respecte als dos laterals i cobert amb una teulada de dues vessants. De planta baixa, pis i golfes o graner. Mentre que es conserven les llindes, els bancals i els llindars de pedra, la planta baixa ha estat molt malmesa degut a noves obertures que s'han realitzat. Sobre la façana hi ha pintat un rellotge de sol amb una data escrita: "1697".

## Història
Al segle xvi formava part de la gleva de les Quatre Torres i podria ser la que s'usava com a carnisseria, establiment municipal que l'Ajuntament tenia arrendat. Al segle xviii es coneixia com a casa d'en Comes. Més en davant passà a mans de la família Pujades. Se li donà el nom de can Pujadetes per no confondre-la amb la casa de la família, el mas Pujades de Vall, avui can Bragulat.